# Cainan
Cainan (in ebraico קֵינָן Kênān) o Cainam è un patriarca post-diluviano citato nella Septuaginta, la traduzione greca del Libro della Genesi, nel Libro dei Giubilei e nella genealogia di Gesù del Vangelo di Luca (Lc 3:36), dove appunto è utilizzato il nome Cainam per Cainan o per Chenan. 

## La contraddittoria genealogia di Cainan
Cainan è figlio di Arpacsad e padre di Sela. Nel testo masoretico della Genesi (TM), invece, Sela non è nipote di Arpacsad, ma suo figlio, cioè viene omesso Cainan. Anche Giuseppe Flavio omette questo patriarca nei suoi scritti. La contraddizione potrebbe essere superata solo ipotizzando che Sela fosse fratello minore di Cainan (e quindi figlio di Arpacsad come afferma il TM), ma ne avesse sposato una figlia, diventando suo genero, rapporto tradizionalmente equiparato a quello di figlio.
Dato che il nome Cainan coincide col nome greco di un altro patriarca vissuto prima del diluvio e normalmente riportato col nome ebraico Chenan, già i primi scrittori cristiani, fra cui Ireneo di Lione ed Eusebio di Cesarea ritennero che la duplicazione fosse dovuta a un errore della LXX. Recentemente, tuttavia, Helen Jacobus ha fornito argomenti per affermare che il nome fosse presente in origine e poi sia stato deliberatamente espunto sia dalla bibbia ebraica sia da quella samaritana.  Henry B. Smith Jr., invece, ritiene che il nome sia caduto dal cap. 11 di Genesi per un errore scribale e successivamente eliminato anche dall'analoga genealogia nel libro delle Cronache per armonizzare i due testi.

## Ruolo extra-biblico di Cainan
Nel Libro dei Giubilei, Cainan apprende la scienza dell'astrologia, che gli uomini avevano appreso prima del diluvio dagli Angeli vigilanti, tramite un'iscrizione anti-diluviana su una parete di roccia.
Anche il Sefer ha-Yashar, un testo ebraico del XVII secolo, descrive un Cainan, come dotato di importanti conoscenze astrologiche, che erano state iscritte su tavolette di pietra, ma lo identifica con l'omonimo patriarca anti-diluviano Chenan, figlio di Set.